# Рудня Телешовская
Рудня Телешо́вская (бел. Ру́дня Целяшо́ўская) — деревня в Тереничском сельсовете Гомельского района Гомельской области Беларуси.

## География

### Расположение
В 18 км от железнодорожной станции Якимовка (на линии Калинковичи — Гомель), 35 км на северо-запад от Гомеля.

### Гидрография
Река Иволька (приток реки Уза).

## Транспортная сеть
Рядом автодорога Жлобин — Гомель. Планировка состоит из прямолинейной улицы, ориентированной с юго-востока на северо-запад, к которой с запада присоединяются 3 короткие улицы. Застройка двусторонняя, преимущественно деревянная, усадебного типа. В 1987 году построены 50 кирпичных коттеджей для переселенцев из загрязненных радиацией мест в результате аварии на Чернобыльской АЭС.

## История
По письменным источникам известна с XIX века. В 1850 году во владении Ивицких. С 1880 года работала круподробилка. Согласно переписи 1897 года располагались: хлебозапасный магазин, ветряная мельница, лавка, кузница. В 1909 году 1880 десятин земли, работала школа, в Гомельском уезде Могилёвской губернии.
С 8 декабря 1926 года по 30 декабря 1927 года центр Телешевско-Руднянского сельсовета Уваровичского района Гомельского округа. В 1930 году организован колхоз. Во время Великой Отечественной войны на фронтах и в партизанской борьбе погибли 116 жителей в память о которых, в 1976 году, в центре деревни установлен обелиск и 2 стелы. В 1959 году центр колхоза имени А. В. Суворова. Расположены 9-летняя школа (в 1988 году построенное кирпичное здание), Дом культуры, библиотека, фельдшерско-акушерский пункт, отделение связи, столовая, магазин.
До 1 августа 2008 года в составе Телешевского сельсовета.

## Население

### Численность
- 2004 год — 127 хозяйств, 320 жителей.

### Динамика
- 1885 год — 100 дворов, 660 жителей.
- 1897 год — 150 дворов, 956 жителей (согласно переписи).
- 1909 год — 182 двора, 1158 жителей.
- 1959 год — 470 жителей (согласно переписи).
- 2004 год — 127 хозяйств, 320 жителей.

## Достопримечательность
- Памятник землякам